# 三時業
三時業，又稱三時報業、三報業、三定業、三業，佛教阿毗達摩（論藏）術語，根據異熟業受報的時間順序先後而做出的分類，其中包括了順現受業（現世業）、順次受業（下世業）、順後受業（後世業）三者。

## 概論
三時業，又稱三報業，是以業報生起的先後順序來作為分類：在此生受到業果，為順現受業。在下一生受業果，稱順次受業。在下下生及之後才受報，稱為順後受業。
《俱舍論》將業分為定業，與不定業二者。定業之下，分為三時業，加上不定業，稱為四業。另一個說法，將不定業分為二者，形成五業。

## 分類

### 順現法受業
順現受業，指的是在此生造作業，業果在這一生就出現。

### 順次生受業
順次受業，為在此生造作業，而業果在下一生才成熟。

### 順後次受業
順後受業，則是在此生造作業，但業果在第三生之後才成熟。